# Wu Yiwen
Wu Yiwen, född den 5 augusti 1986 i Shanghai, Kina, är en kinesisk konstsimmare.
Hon tog OS-silver i lagtävlingen i konstsim i samband med de olympiska konstsimstävlingarna 2012 i London.